# 김경한
김경한(金慶漢, 1944년 2월 5일 ~ )은 대한민국의 제60대 법무부 장관을 역임한 법조인이다. 

## 학력
- 서울대학교 법과대학 법학 학사
- 서울대학교 대학원 법학 석사
- 조지타운 대학교 로스쿨 LL.M.

## 경력
- 현재 - 한반도인권과통일을위한변호사모임 고문
- 현재 - 서울대학교 총동창회 고문
- 한화생명보험(주) 사외이사
- 현재 - KH법률연구소 대표
- 현재 - 재단법인 한국범죄방지재단 명예이사장
- 서울대학교 총동창회 부회장
- 재단법인 한국범죄방지재단 이사장
- 재단법인 한국범죄방지재단 부이사장
- 2010년 - 서울대학교 법과대학 동창회장
- 2008년 - 법무부 장관
- 2002년 - 법무법인 세종 대표변호사
- 2001년 - 서울고등검찰청 검사장
- 1999년 - 법무부 차관
- 1998년 - 법무부 교정국장(검사장)
- 1997년 - 춘천지방검찰청 검사장
- 1995년 - 법무부 기획관리실장(검사장)
- 1994년 - 서울지방검찰청 남부지청장
- 1989년 - 서울지방검찰청 부장검사(형사6부, 공안1부)
- 1987년 - 법무부 검찰 제1과장
- 1972년 - 검사 임관(사법연수원 1기 수료)
- 1970년 - 제11회 사법시험 합격

## 같이 보기
- 어청수
- 임채진
- 서성